# Alpine Springs
Alpine, més completament Alpine Springs i també anomenada Harold, és una comunitat no incorporada al comtat de Los Angeles, Califòrnia, situada a 2 milles al sud d'on es troba Palmdale.
L' oficina de correus de Trego es trobava a la parada d'Alpine del ferrocarril del Pacífic Sud, que es trobava en el que avui és la intersecció de Sierra Highway i Barrel Springs Road (abans Fort Tejon Road). L'oficina de correus de Trego va estar en funcionament des de l'1 de juliol de 1884 fins al 18 de desembre de 1884, quan el nom es va canviar a Harold. La primera oficina de correus de Harold es va establir el 19 de desembre de 1890 i es va suspendre el 16 de setembre de 1894. Una segona oficina de correus anomenada Harold va estar en funcionament des del 13 de juliol de 1895 fins al 15 de juny de 1901, quan els papers es van traslladar a Palmdale.
Alpine Station estava poblada majoritàriament per empleats del ferrocarril, i Harold/Alpine es va reduir a mesura que Palmdale creixia al seu costat. Originalment el principal centre de transport ferroviari de Palmdale, Harold va perdre el seu dipòsit de ferrocarril a favor d'aquest últim el 1892, després d'haver-se reduït en aquell moment a un hotel-saloon i algunes cases. De la mateixa manera, l'embassament al sud de Palmdale, construït el 1897 per l'Antelope Valley Irrigation Company i conegut com l'Alpine o Harold Reservoir, així com el llac Yuna (ara llac Palmdale), van perdre la seva importància quan el riu Little Rock Creek va ser embassat (per Little Rock Dam) a la dècada de 1920, creant un embassament amb una capacitat més gran per donar servei a Palmdale.
Els inversors esperaven reviure les fortunes de la zona i convertir-la en un complex; La construcció de l'Alpine Springs Hotel and Sanatorium es va iniciar el 1908 al costat oest de Sierra Highway. Tanmateix, la construcció no es va acabar mai. El 1926 només quedaven unes quantes barraques i el garatge Harold Square Deal, i al segle xxi és el lloc de l'Alpine Springs Mobile Home Park.
A més del parc de cases mòbils, alguns vestigis de l'assentament romanen amb noms locals, inclosos els carrers anomenats Harold Second, Harold Third, Harold Beech i Harold Ash.